# One for the Road (álbum de The Kinks)
One for the Road es el segundo álbum en directo de la banda británica de rock The Kinks, lanzado en 1980 a través de Arista Records. Se grabó en varios conciertos llevados a cabo entre 1979 y 1980.

## Lista de canciones
- Todas las canciones compuestas por Ray Davies.

1. "Opening" – 1:43
2. "Hard Way" – 2:42
3. "Catch Me Now I'm Falling" – 4:49
4. "Where Have All the Good Times Gone" – 2:16
5. Introduction to Lola – 0:54
6. "Lola" – 4:47
7. "Pressure" – 1:31
8. "All Day and All of the Night" – 3:45
9. "20th Century Man" - 6:19
10. "Misfits" – 3:57
11. "Prince of the Punks" – 3:52
12. "Stop Your Sobbing" – 2:38
13. "Low Budget" – 5:57
14. "Attitude" – 3:52
15. "(Wish I Could Fly Like) Superman" – 6:29
16. "National Health" – 4:08
17. "Till the End of the Day" – 2:42
18. "Celluloid Heroes" – 7:22
19. "You Really Got Me" – 3:35
20. "Victoria" – 2:34
21. "David Watts" – 2:05

## Personal
- Ray Davies – guitarra, voz
- Dave Davies – guitarra, armónica, teclados, coros
- Ian Gibbons – teclados, coros
- Mick Avory – batería
- Jim Rodford – bajo, coros

Músicos adicionales
- Nick Newell – teclados

## Posición en listas
Álbum
| Año  | Lista                | Posición |
| ---- | -------------------- | -------- |
| 1980 | Billboard Pop Albums | 14       |